# ジョン・カラン
ジョン・カラン（John Curran, 1960年9月11日 - ）は、アメリカ合衆国の映画監督、脚本家である。

## 経歴
ニューヨーク州ユーティカで生まれる。シラキュース大学でイラストレーションとデザインを学び、マンハッタンでイラストレーター、グラフィックデザイナー、プロダクションデザイナーとして働いた後、1986年にオーストラリアのシドニーに移る。テレビコマーシャルの仕事をした後、短編映画『Down Rusty Down』を脚本・監督する。1988年にドラマ映画『Praise』でフィーチャー映画デビューを果たす。
6年後の2004年にはインディペンデント映画『夫以外の選択肢』が公開される。さらにその2年後に2006年にはサマセット・モームの小説を映画化した『The Painted Veil』が公開される。
2012年にはジム・トンプスンの小説『内なる殺人者』を原作とした『キラー・インサイド・ミー』の脚本を務める。監督はマイケル・ウィンターボトム、出演はジェシカ・アルバ、ケイト・ハドソン、ケイシー・アフレック、ビル・プルマン、撮影はオクラホマ州で行われた。
2012年10月からはミア・ワシコウスカ出演の『奇跡の2000マイル』の撮影がオーストラリアで始まった。

## フィルモグラフィ

### フィーチャー映画
- Praise (1998) 監督
- 夫以外の選択肢 We Don't Live Here Anymore (2004) 監督・脚本
- The Painted Veil (2006) 監督・製作総指揮
- キラー・インサイド・ミー The Killer Inside Me (2010) 脚本
- ストーン Stone (2010) 監督
- 奇跡の2000マイル (2013) 監督
- チャパキディック Chappaquiddick (2017) 監督
- The Beautiful and the Damned (TBA) 監督
- Mary, Queen of Scots (TBA) 監督・製作

### 短編映画
- Down Rusty Down (1996) 監督